# Werneckia minuta
Werneckia minuta är en insektsart som först beskrevs av Werneck 1947.  Werneckia minuta ingår i släktet Werneckia och familjen ekorrlöss. Inga underarter finns listade i Catalogue of Life.